# Rijksbeschermd gezicht Zuidlaren
Gezicht Zuidlaren is een van rijkswege beschermd dorpsgezicht in Zuidlaren in de Nederlandse provincie Drenthe. De procedure voor aanwijzing werd gestart op 7 december 1964. Het gebied werd op 7 augustus 1967 definitief aangewezen. Het beschermd gezicht beslaat een oppervlakte van 36 hectare.
Panden die binnen een beschermd gezicht vallen krijgen niet automatisch de status van beschermd monument. Wel zal de gemeente het bestemmingsplan aanpassen om nieuwe ontwikkelingen in het gebied te reguleren. De gezichtsbescherming richt zich op de stedenbouwkundige en cultuurhistorische waardering van een gebied en wil het toekomstig functioneren daarvan veiligstellen.